# Площа Героїв Майдану (Кропивницький)
Площа Героїв Майдану — центральна площа Кропивницького.
Площа Героїв Майдану розташована в Подільському районі Кропивницького й міститься у просторі між вулицями Театральною, Віктора Чміленка, Великою Перспективною‎ та В'ячеслава Чорновола.

## Історія
Сучасна площа Героїв Майдану — найстаріша площа Кропивницького, яка 14 вересня 2009 року відзначила своє 170-ліття. Розбито її було на місці, подарованому Єлисаветграду Іваном Івановичем Фундуклеєм, сином колишнього міського голови комерції радника Івана Юрійовича Фундуклея, за його заповітом у 1839 році.
До того часу тут були розташовані цегляні споруди з глибокими підвалами, знищеними, проте, великою пожежею 1834 року.
Спершу територію обладнали під плац на зразок Ковалівського у військовому містечку (тепер ПКтВ «Ковалівський») — висадили алеї дерев.
Згодом відбулася реконструкція майдану, його обнесли залізною огорожею з гранітними колонами, спорудили 2 павільйони — в одному розмістився громадський розважальний клуб, в іншому — буфети. Після появи міського водогону на майдані було обладнано фонтан, розведено квітники.
У такому стані площа лишалась до 1920-х років. Однак, уже за СРСР 1924 року в клубі-павільйоні відкрили музей ім. Леніна, буфет закрили.
У 1930-ті площу нарекли на честь першого секретаря Ленінградського обкому Компартії, члена Політбюро ЦК КПРС Сергія Кірова, і в листопаді 1936 року в її центрі встановили йому великий бронзовий пам'ятник.
Площа Героїв Майдану традиційно є міським центром, місцем проведення всенародних гулянь у свята, на ньому встановлюється головна міська новорічна ялинка, тут проводяться мітинги, концерти, спортивні та інші культурно-масові заходи тощо.
24 серпня 1991 року тисячі жителів Кіровограда під звуки національного Гімну України гучними оплесками вітали встановлення на головному приміщенні обласної державної адміністрації Державного прапора України, у такий спосіб схвалюючи утвердження незалежності української держави.
24 лютого 2014 року Кіровоградська міська рада ухвалила рішення про перейменування площі Кірова на Героїв Майдану.

## Транспорт
Площа Героїв Майдану, будучи центральним міським майданом, має важливе транспортне значення, — повз неї минають численні маршрутні таксі і тролейбуси.
- тролейбус: № 4, 7, 10, 10А (зупинка "Центр надання адміністративних послуг").
- автобус: 46, 103, 111, 116 (зупинка "Центр надання адміністративних послуг").

## Об'єкти
У центральній будівлі на площі (буд. № 1) розташовані:
- Кіровоградська обласна державна адміністрація;
- Кіровоградська обласна рада;
- Суспільне Кропивницький

Раніше в центрі майдану знаходився пам'ятник Сергію Кірову, встановлений у 1936 році (скульптор М. Г. Манізер, архітектор В. Вітман). За рішенням народного віче Кіровограда пам'ятник було демонтовано 23 лютого 2014 року.